# Naranammalpuram
Naranammalpuram là một thị xã panchayat của quận Tirunelveli thuộc bang Tamil Nadu, Ấn Độ.

## Nhân khẩu
Theo điều tra dân số năm 2001 của Ấn Độ, Naranammalpuram có dân số 15.238 người. Phái nam chiếm 50% tổng số dân và phái nữ chiếm 50%. Naranammalpuram có tỷ lệ 74% biết đọc biết viết, cao hơn tỷ lệ trung bình toàn quốc là 59,5%: tỷ lệ cho phái nam là 79%, và tỷ lệ cho phái nữ là 68%. Tại Naranammalpuram, 11% dân số nhỏ hơn 6 tuổi.